# Kim Džong-un
Kim Džong-un (korejsko 김정은), severnokorejski voditelj, * 8. januar 1982 ali 1983, Pjongjang, Severna Koreja.
Je vrhovni vodja Severne Koreje od leta 2011 in vodja Delavske partije Koreje (DPK) od leta 2012. Po starosti je tretji sin Kim Džong-ila, ki je bil drugi severnokorejski vrhovni vodja od leta 1994 do 2011. Je tudi vnuk Kim Il-sunga, ki je bil ustanovitelj in prvi vrhovni vodja Severne Koreje od njene ustanovitve leta 1948 do smrti leta 1994. 
Kim Džong-un je od konca leta 2010 veljal za naslednika vodje Severne Koreje. Po očetovi smrti decembra 2011 je državna televizija razglasila Kim Džong-una za "velikega naslednika". Kim ima nazive generalnega sekretarja Delavske partije Koreje, predsednika osrednje vojaške komisije in predsednika komisije za državne zadeve. Je tudi član predsedstva Politbiroja Delavske partije Koreje, najvišjega organa odločanja. Julija 2012 je bil Kim povišan v najvišji čin maršala v Korejski ljudski vojski, kar je utrdilo njegov položaj vrhovnega poveljnika oboroženih sil. Severnokorejski državni mediji ga pogosto imenujejo maršal ali spoštovani vodja. Kim je spodbujal politiko byungjina, podobno politiki Kim Il-Sunga iz šestdesetih let dvajsetega stoletja, pri čemer se je skliceval na hkraten razvoj gospodarstva in programa jedrskega orožja v državi.
Kimovo vodstvo sledi istemu kultu osebnosti, kot pri njegovem očetu in dedku. Leta 2014 je poročilo UNHRC predlagalo, da bi Kimu lahko sodili zaradi njegovih zločinov proti človeštvu. Kim je ukazal izvesti številne množične poboje in usmrtitev več severnokorejskih uradnikov. Poleg tega velja tudi, da je leta 2017 ukazal izvesti atentat in usmrtitev svojega polbrata Kim Džong-nama v Maleziji. Odkar je voditelj države, je Kim vodil širitev potrošniškega gospodarstva, gradbenih projektov in turističnih znamenitosti. Kim je razširil tudi jedrski program Severne Koreje, kar je povzročilo povečane napetosti z ZDA in Južno Korejo. V letih 2018 in 2019 se je Kim udeležil vrhov z južnokorejskim predsednikom Moon Jae-inom in ameriškim predsednikom Donaldom Trumpom. Zatrdil je, da je uspešen v boju proti pandemiji COVID-19 v Severni Koreji, čeprav mnogi strokovnjaki dvomijo v trditev, da v državi ni bilo primerov okužbe. 

## Življenjepis
Kot datum Kimovega rojstva severnokorejske oblasti navajajo 8. januar 1982. Južnokorejske obveščevalne službe domnevajo, da se je rodil leto kasneje, medtem ko ameriško finančno ministrstvo kot Kimov uradni datum rojstva navaja 8. januar 1984. Rodil se je kot najmlajši, tretji sin očeta Kim Džong-ila in matere Ko Džong-hui. Kot majhen naj bi domoval na severnokorejskem veleposlaništvu v Švici, kjer je obiskoval javno šolo Liebefeld-Steinhölzli, seveda pod spremenjenim imenom Pak Chol oz. Pak Un.  Vrstniki ga opisujejo kot mirnega, tihega in nevpadljivega otroka. Že zgodaj se je navdušil na košarko, v igri – predvsem kot organizator igre – je nerad izgubljal. Študentska leta je preživel v domovini, kjer je na Univerzi Kim Il-sunga diplomiral iz fizike. 
Kljub temu, da je bil Džong-un tretji sin, je bilo že nekaj let pred smrtjo Kim Džong-ila vse bolj jasno, da bo ravno on nasledil vodenje države. Oče ga je namreč imenoval v Narodni obrambni odbor, kasneje pa je postal vodja tajne policije. Septembra 2010 je Kim Džong-il Džong-una tudi uradno napovedal kot svojega naslednika. Oblast je prevzel ob očetovi smrti, 17. decembra 2011. 
Kmalu po prevzemu oblasti je dal usmrtiti pomočnika svojega strica Chan Sung-teka, ob koncu naslednjega leta pa tudi njeg. Mediji so poročali, da naj bi ga vrgel psom. 13. februarja 2017 so v Maleziji z živčnim strupom ubili Džong-unovega brata Kim Džong-nama, ki je živel v izgnanstvu na Kitajskem, od koder je javno oporekal načinu vladanja njegove družine. To je bil tudi najverjetnejši razlog, da leta 2011 ni prevzel oblasti v Severni Koreji. Umora sta bili obtoženi državljanka Vietnama in državljanka Indonezije, a sta se v zagovoru izgovorili, da sta mislili, da sta sodelovali v televizijski oddaji. Analitiki so ocenili, da je za umorom stal Kim Džong-un, ki naj bi se bal, da bi ga lahko brat izrinil s položaja. V zameno za izpustitev deveterice Malezijcev, zaprtih v Severni Koreji, je slednja dobila Džong-namovo truplo.  
Konec aprila 2020 so zakrožile govorice o Kimovi smrti. Voditelj se ni udeležil proslave 15. aprila ob rojstnem dnevu ustanovitelja države Kim Il-sunga, potem ko so ga v javnosti nazadnje videli na sestanku vlade štiri dni pred tem. Južnokorejski medij Daily NK je objavil, da je Kim 12. aprila obiskal bolnišnico za operacijo na srcu, po poročanju CNN 21. aprila, ki se je skliceval na podatke ameriških obveščevalnih agencij, pa naj bi bil po operaciji v smrtni nevarnosti. V odgovor je južnokorejska tiskovna agencija Yonhap poročala, da v zvezi s Kimovim zdravjem ni bilo opaženih neobičajnih znakov. The Guardian je poročal, da je Kitajska 25. aprila poslala skupino zdravnikov za spremljanje Kimovega stanja. Po 21 dneh se je znova pojavil v javnosti, ko je 1. maja 2020 odprl tovarno umetnih gnojil v mestu Sončonu.
Septembra 2023 je v sklopu svojega obiska Vladivostoka obiskal tudi rušilca ruske Tihooceanske flote Maršal Šapošnikov.

## Mednarodna politika
Glej tudi: Seznam državniških obiskov Kim Džong-una
Severna Koreja tudi pod vodstvom Kim Džong-una vodi samostojno politiko, brez večjih povezovanj s tujino. Džong-un kot voditelj dolgo ni zapustil države, saj naj bi se bal, da bi med njegovo odsotnostjo prišlo do prevzema oblasti. Prvi javno znani državniški obisk se je zgodil konec marca 2018, ko je Kim z vlakom odpotoval v Peking h kitajskemu predsedniku Ši Džinpingu.    
25. aprila 2019 se je Kim prvič srečal s predsednikom Ruske federacije, Vladimirjem Putinom. Srečanje je potekalo na vzhodu Rusije, v mestu Vladivostok, blizu severnokorejske meje.     

### Vrh Trump-Kim
Leta 2017 je Severna Koreja pod Džong-unovim vodstvom še okrepila svoje raketne vaje in programe. Ostra retorika se je razvila predvsem med Severno Korejo in Združenimi državami Amerike. Donald Trump je zagrozil Severni Koreji, če bo z grožnjami nadaljevala, severnokorejske oblasti pa so se na to odzvale s pripravljenostjo na napad na ameriško vojno oporišče Gvam. Besedno vojno je omilil Trump, ki je Džong-una povabil na bilateralno srečanje. 

#### Vrh 2018 v Singapurju
V juniju 2018 naj bi se Kim v Singapurju srečal z ameriškim predsednikom Trumpom. Srečanje je ameriška stran enkrat že odpovedala, a so se priprave na Vrh Trump-Kim nadaljevale. Sestala sta se 12. junija in podpisala dogovor o denuklearizaciji Severne Koreje pred očmi sveta. Prelomni dogodki so v Severni Koreji odprli novo poglavje, poglavje naprednega odpiranja svetu in ponujanja roke.   

#### Vrh 2019 v Vietnamu
Ob koncu leta 2018 se je začelo govoriti o ponovnem bilateralnem srečanju. Zgodilo se je 27. februarja 2019 v Hanoju v Vietnamu. Oba voditelja sta izrazila veliko pričakovanje od ponovnega srečanja. Trump je izrazil veliko željo po popolni odpovedi jedrskemu orožju na korejskem polotoku. Po krajšem rokovanju in pogovoru sta srečanje nadaljevala na delovni večerji ob delegatih. Pogovori naj bi se dotikali predvsem denuklearizacije in ameriških sankcij proti Severni Koreji. Slednja se jedrskim objektom še ni bila pripravljena odpovedati, zato tudi ZDA sankcij niso umaknile. Voditelja sporazuma o jedrski razorožitvi, niti preklica korejske vojne nista dosegla, kar je v javnosti vzbudilo več kritik, vrh je bil v večini medijev označen kot neuspešen poskus. Le mesec dni po vrhu je severnokorejska stran sporočila, da razmišlja o prekinitvi vseh pogajanj o jedrski razorožitvi, saj da je med državama omajano zaupanje in okrepljena sovražnost.

#### Srečanje na demilitariziranem območju
Po vrhu skupine G20, ki je konec junija 2019 potekala v Osaki na Japonskem, se je ameriški predsednik Trump ustavil še v Južni Koreji. S predsednikom Mun Džae inom si je iz razgledne točke ogledal mejo s Severno Korejo, nato pa se je na začudenje medijev na demilitariziranem območju med državama rokoval s Kimom. Ta ga je pospremil preko mejne črte, s čimer je Donald Trump postal prvi ameriški predsednik v zgodovini, ki je vstopil na ozemlje Severne Koreje. Kratkotrajno srečanje ni omogočilo poglobljenih pogovorov, je pa potrdilo zavezanost nad denuklearizacijo polotoka. 

### Odnosi z Južno Korejo
Po več letih so se prvi opaznejši premiki k otoplitvi odnosov z Južno Korejo začeli v koncu leta 2017, ko so se sestali predstavniki obeh vlad oz. ministrstev za združitev. Prva večja pridobitev je bil dogovor, da se bosta reprezentanci obeh držav na otvoritveni slovesnosti Zimskih olimpijskih iger v Pjongčangu predstavili pod združeno zastavo. Nadalje sta državi koncem leta 2018 sporočili, da bosta oddali skupno kandidaturo za organizacijo olimpijskih iger leta 2032.
Februarja 2018 je Kim Džong-un na obisk v Severno Korejo povabil predsednika Južne Koreje. 1. aprila 2018 je Kim poskrbel za še eno presenečenje, saj je obiskal koncert južnokorejskih pop zasedb v Severni Koreji in se z njimi rokoval. 19. septembra 2018 je južnokorejski predsednik Moon Jae-in obiskal Severno Korejo. Na srečanju, ki je potekalo v Pjongjangu in sveti gori Paektu, je v prijateljskem odnosu z južnim sosedom Kim še enkrat potrdil namero o jedrski razorožitvi države.

## Zasebno življenje
Od leta 2009 je poročen z Ri Sol-džu, damo, ki v Severni Koreji velja za modno ikono in je izjemno priljubljena. Leta 2010 naj bi Džong-unu rodila sina. Znova naj bi jo v javnosti zasledili nosečo leta 2013, košarkar Dennis Rodman je po povratku iz obiska potrdil, da je Ri Sol-džu rodila hčer Kim Džu-ae, ki se je novembra 2022 tudi pojavila v javnosti. Obveščevalci so poročali, da naj bi Ri tretjič rodila leta 2017.
Še ena pomembna ženska njegovega političnega delovanja je njegova sestra Kim Jo-džong, ki ga spremlja na večini pomembnejših političnih dogodkih.
Čeprav je njegovo zdravstveno stanje državna skrivnost, so na plano prišle informacije o nekaterih težavah, ki bi naj bile posledica previsoke telesne teže. V letu 2014 je iz javnosti za nekaj tednov izginil zaradi, tako so sporočile oblasti, operacije gležnja. Druga daljša javna odsotnost, ko je Džong-un izpustil tudi praznovanje največjega državnega praznika - rojstni dan Kim Il-sunga, se je zgodila v aprilu 2020. Analitiki so ugibali o morebitni srčni operaciji ali celo smrti. Ponovno se je pojavil 1. maja 2020, ko je odprl novo tovarno za umetna gnojila.
Je velik navdušenec nad košarko, čemur priča tudi prijateljstvo z ameriškim košarkarjem Dennisom Rodmanom.